# Gastroboletus
Gastroboletus is een geslacht van schimmels behorend tot de familie Boletaceae.

## Soorten
Het geslacht bevat volgens Index Fungorum 13 geslachten (peildatum augustus 2023):
| Soortnaam                     | Auteur(s)                   | Publicatiejaar |
| ----------------------------- | --------------------------- | -------------- |
| Gastroboletus amyloideus      | Thiers                      | 1969           |
| Gastroboletus boedijnii       | Lohwag                      | 1937           |
| Gastroboletus brunneus        | Thiers                      | 1989           |
| Gastroboletus citrinobrunneus | Thiers                      | 1979           |
| Gastroboletus dinoffii        | Nouhra & Castellano         | 1995           |
| Gastroboletus doii            | M. Zang                     | 1995           |
| Gastroboletus fascifer        | Singer & A.H. Sm.           | 1964           |
| Gastroboletus molinae         | Nouhra, Castellano & Trappe | 2002           |
| Gastroboletus ruber           | (Zeller) Cázares & Trappe   | 1991           |
| Gastroboletus turbinatus      | (Snell) A.H. Sm. & Singer   | 1959           |
| Gastroboletus valdivianus     | E. Horak                    | 1977           |
| Gastroboletus vividus         | Trappe & Castellano         | 2000           |
| Gastroboletus xerocomoides    | Trappe & Thiers             | 1969           |